# Poloniusz
Poloniusz – postać fikcyjna, bohater sztuki Williama Szekspira „Hamlet”, ojciec Laertesa i Ofelii, dworzanin Klaudiusza, króla Danii.
W przeszłości był aktorem (twierdzi, że grał Cezara). Jest postacią budzącą kontrowersje – jest kochającym ojcem, a jednocześnie nieliczącym się z nikim szpiegiem, który donosi królowi o działaniach ukochanego własnej córki. By zdobyć potrzebne informacje, nie waha się manipulować Ofelią. Zleca szpiegowanie swojego syna podczas jego podróży po Francji. Początkowo uważa, że udawane szaleństwo Hamleta jest spowodowane odrzuceniem go przez Ofelię. W celu przekonania się o tym, czy ma rację, organizuje spotkanie młodych. Razem z królem obserwuje całe zdarzenie. Zaczyna podejrzewać, że szaleństwo księcia może być nieprawdziwe. Ukryty za kotarą podsłuchuje także rozmowę Hamleta z matką, królową Gertrudą. Ginie od szabli księcia, który bierze go za Klaudiusza. Jego stanowisko obejmuje Ozryk.